# Bombylius propinquus
Bombylius propinquus är en tvåvingeart som beskrevs av Enrico Adelelmo Brunetti 1909. Bombylius propinquus ingår i släktet Bombylius och familjen svävflugor.
Artens utbredningsområde är Sri Lanka. Inga underarter finns listade i Catalogue of Life.